# Триплатинаалюминий
Триплатинаалюминий — бинарное неорганическое соединение
платины и алюминия
с формулой AlPt3,
кристаллы.

## Получение
- Спекание стехиометрических количеств чистых веществ:

{\displaystyle {\mathsf {Al+3Pt\ {\xrightarrow {1556^{o}C}}\ AlPt_{3}}}}

## Физические свойства
Триплатинаалюминий образует кристаллы
тетрагональной сингонии,
пространственная группа P 4/mbm,
параметры ячейки a = 0,546 нм, c = 0,781 нм, Z = 4,
структура типа триплатинагаллия GaPt3.
При температуре 1290°С происходит переход в фазу
кубической сингонии,
пространственная группа P m3m,
параметры ячейки a = 0,3871 нм, Z = 1,
структура типа тримедьзолота AuCu3
.
Соединение конгруэнтно плавится при температуре 1554°C.